# Preston North End Football Club
Il Preston North End Football Club, meglio noto come Preston ma altresì conosciuto come Preston North End o Preston NE, è una società calcistica inglese con sede nella città di Preston, nel Lancashire. Milita in Football League Championship, secondo livello del campionato inglese di calcio.
Il club, soprannominato Lilywhites (gigli bianchi), North End o semplicemente PNE, gioca le proprie partite casalinghe nello stadio Deepdale. Fondato nel 1880, il club è tra i fondatori della Football League e ha vinto le prime due edizioni del campionato inglese. Ha vinto anche due edizioni della FA Cup.

## Storia
Le origini del Preston North End possono essere fatte risalire al 1863, quando venne costituito il club che prese parte a competizioni di cricket. Il club disputava le sue partite al campo Marsh, sito ad Ashton-on-Ribble, sobborgo di Preston. Nonostante alcune difficoltà finanziarie, il club riuscì a sopravvivere, spostò il suo campo da gioco presso l'area denominata Deepdale e nel 1877 venne costituita la squadra di rugby. Il successo che il calcio stava riscuotendo nel Lancashire portò i membri del club a fondare nel maggio 1880 una squadra di calcio.
Nel marzo 1881 il Preston North End disputò la sua prima partita contro il Blackburn Rovers, perdendo 10-0. Nonostante anche una sconfitta nella Lancashire Cup, l'entusiasmo non diminuì e William Sudell, membro del club sin dal 1867, iniziò a reclutare giocatori di spicco dell'epoca, principalmente dalla Scozia e tra i quali Jimmy Ross, dando loro un compenso per ogni partita giocata. Questa pratica portò Sudell e il Preston N.E. a essere accusati di professionismo e venendo anche esclusi dalla FA Cup. Nel 1886 Sudell completò la sua squadra con l'innesto di John Goodall, continuando con la serie di vittorie che era partita già dall'anno precedente. Il 13 agosto 1887 il Preston N.E. disputò a Edimburgo la partita valida per la prima edizione della Football World Championship, una sfida tra squadre inglesi e scozzesi, venendo sconfitto per 2-1 dall'Hibernian. Nella stagione 1887-1888 il Preston North End vinse ben 42 partite consecutivamente, ma perse per 2-1 la finale di FA Cup contro il West Bromwich, nonostante la vittoria per 26-0 sull'Hyde al primo turno risulta essere la vittoria più large conseguita in un'edizione della FA Cup.
Nel marzo 1888 il Preston North End fu tra i dodici club fondatori della Football League. Il primo campionato inglese di calcio prese il via nel settembre 1888 e Jack Gordon, calciatore del Preston North End, viene ritenuto essere il primo calciatore del nuovo campionato ad andare in rete. La stagione 1888-1889 vide il Preston N.E. realizzare il primo double della storia calcistica inglese, vincendo da imbattuto con 18 vittorie e 4 pareggi il campionato inglese e vincendo anche la FA Cup senza concedere alcun gol agli avversari. Grazie a questi successi e all'imbattibilità in campionato (risultato eguagliato dall'Arsenal nella stagione 2003-2004) e in coppa, la squadra si guadagnò il soprannome di The Invincibles (gli invincibili). Nella stagione successiva il Preston N.E. si ripeté vincendo il campionato inglese di First Division, mentre chiuse al secondo posto nei tre campionati seguenti.
Già nel campionato 1893-1894 il Preston N.E. concluse al quattordicesimo posto, riuscendo a mantenere la categoria vincendo il test-match contro il Notts County. Negli anni successivi la squadra concluse il campionato per un paio di edizioni al quarto posto, ma principalmente in posizioni di medio-bassa classifica, finché al termine della stagione 1900-1901 venne retrocesso in Second Division, riconquistando l'accesso in First Division tre anni dopo. Gli anni precedenti la prima guerra mondiale sono ricordati come gli anni yo-yo poiché il Preston N.E. venne retrocesso in Second Division per due volte e immediatamente ritornò in First Division. Nella stagione 1921-1922 il club raggiunse la finale di FA Cup, venendo, però, sconfitto dall'Huddersfield Town grazie al calcio di rigore decisivo di Billy Smith.
Nel biennio 1924-1925 due importanti calciatori lasciarono la maglia del Preston North End: nel 1924 Joe McCall si ritirò dopo 20 stagioni passate sul campo di Deepdale e nel 1925 Alex James venne ceduto all'Arsenal per la cifra record di 9 000 sterline. Dopo queste due partenze il Preston N.E. venne retrocesso in Second Division, dove spese nove stagioni consecutive. Grazie a una campagna acquisti di alto livello, il Preston N.E. concluse al secondo posto il campionato di Second Division 1933-1934 e conquistò la promozione in massima serie. La squadra raggiunse la finale di FA Cup 1936-1937, ma venne sconfitta dal Sunderland per 3-1 al Wembley Stadium. Anche nella FA Cup 1937-1938 la squadra raggiunse la finale, sempre al Wembley Stadium, ma questa volta riuscì a vincere il trofeo, il secondo della sua storia, battendo l'Huddersfield Town su calcio di rigore allo scadere dei tempi supplementari. E nel 1941 arrivò la vittoria della Football League War Cup sull'Arsenal.
Gli anni successivi alla seconda guerra mondiale videro il Preston North End alternare stagioni di alto livello a stagioni a basso livello, incluse due stagioni in Second Division nel biennio 1949-1951. Spiccano due secondi posti in campionato, ma in particolare il secondo posto nella First Division 1952-1953 che vide il Preston N.E. concludere a pari punti con l'Arsenal, ma con quest'ultima vincitrice del campionato inglese per un miglior rapporto tra reti realizzate e reti subite. Inoltre, il Preston N.E. raggiunse la finale di FA Cup nell'edizione 1953-1954, venendo sconfitto dal West Bromwich per 3-2. Grande protagonista di quegli anni fu Tom Finney, che entrò a far parte della squadra nel 1938 e vi rimase fino al suo ritiro nel 1960, e considerato il più forte calciatore ad aver vestito la maglia dei Lilywhites. Anche in concomitanza col ritiro di Tom Finney dal calcio giocato, il Preston North End andò incontro a un declino, legato anche all'abolizione del tetto massimo salariale e alla concentrazione di club di maggior successo nelle principali aree urbane inglesi. L'ultimo posto e la conseguente retrocessione dalla First Division 1960-1961 segnarono l'ultima presenza del Preston North End nella massima serie del campionato inglese di calcio.
Negli anni sessanta il club partecipò alla Second Division, raggiungendo anche la finale di FA Cup 1963-1964, ma venendo sconfitto dal West Ham Utd per 3-2 con la rete decisiva realizzata al novantesimo minuto di gioco e dopo che il Preston era stato avanti per due volte. Nel 1970 il Preston N.E. venne retrocesso in Third Division per la prima volta nella sua storia, ma tornando prontamente in Second Division l'anno dopo. Negli anni settanta il Preston N.E. alternò stagioni in Second Division a stagioni in Third Division, lasciando la seconda serie al termine della stagione 1980-1981. Nei vent'anni successivi il club si alternò tra il terzo e il quarto livello del campionato inglese, raggiungendo il livello più basso nella stagione 1985-1986 culminata col ventitreesimo posto in Fourth Division e successiva richiesta di ammissione al campionato. Sotto la guida dello scozzese David Moyes, il club conquistò la promozione in First Division, diventata nel 1992 seconda serie nazionale, nel 2000.
Dal 2000 al 2011 il Preston North End ha partecipato al campionato di seconda serie inglese (First Division fino al 2004 e successivamente Football League Championship), accedendo in quattro occasione ai play-off promozione e raggiungendo per due volte la finale, senza riuscire a conquistare la promozione in Premiership: nella stagione 2000-2001 venne sconfitto in finale dal Bolton per 3-0, mentre nella stagione 2004-2005 venne sconfitto in finale dal West Ham Utd per 1-0. Al termine del campionato di Championship 2010-2011 il Preston N.E. venne retrocesso in Football League One, dove rimase per le quattro stagioni successive. Dopo aver partecipato ai play-off promozione nella stagione 2013-2014, il Preston N.E. concluse al terzo posto la Football League One 2014-2015 a due soli punti dal secondo posto che avrebbe portato alla promozione diretta. Nei successivi play-off il Preston N.E. superò il Chesterfield in semifinale e raggiunse la finale di Wembley, che venne vinta per 4-0 sullo Swindon Town, grazie anche a una tripletta realizzata da Jermaine Beckford, e che segnò il ritorno del Preston North End in Football League Championship. Seguirono due undicesimi posti consecutivi e un settimo posto in Championship.

## Allenatori
- 1881-1889  William Sudell
- 1889-1906  E.H. Bahr
- 1906-1915  Charlie Parker
- 1919-1923  Vince Hayes
- 1923-1925  Jimmy Lawrence
- 1925-1927  Frank Richards
- 1927-1931  Alex Gibson
- 1931-1932  Lincoln Hyde
- 1936-1937  Tommy Muirhead
- 1949-1953  Will Scott
- 1953-1954  Scot Symon
- 1954-1956  Frank Hill
- 1956-1961  Cliff Britton
- 1961-1968  Jimmy Milne
- 1968-1970  Bobby Seith
- 1970-1973  Alan Ball
- 1973-1975  Bobby Charlton
- 1975-1977  Harry Catterick
- 1977-1981  Nobby Stiles
- 1981  Tommy Docherty
- 1981  Alan Kelly (ad interim)
- 1981-1983  Gordon Lee
- 1983-1985  Alan Kelly
- 1985-1986  Tommy Booth
- 1986  Brian Kidd
- 1986  Jonathan Clark (ad interim)
- 1986-1990  John McGrath
- 1990-1992  Les Chapman
- 1992  Sam Allardyce (ad interim)
- 1992-1994  John Beck
- 1994-1998  Gary Peters
- 1998-2002  David Moyes
- 2002  Kelham O'Hanlon (ad interim)
- 2002-2004  Craig Brown
- 2004-2006  Billy Davies
- 2006-2007  Paul Simpson
- 2007-2009  Alan Irvine
- 2009-2010  Rob Kelly (ad interim)
- 2010  Darren Ferguson
- 2010-2011  David Unsworth (ad interim)
- 2011  Phil Brown
- 2011-2012  David Unsworth,  Graham Alexander (ad interim)
- 2012-2013  Graham Westley
- 2013  John Dreyer (ad interim)
- 2013-2017  Simon Grayson
- 2017-2021  Alex Neil
- 2021 Frankie McAvoy
- 2021-  Ryan Lowe

## Palmarès

### Competizioni nazionali
- Campionato inglese: 2

1888-1889, 1889-1890
- Coppa d'Inghilterra: 2

1888-1889, 1937-1938
- Campionato inglese di seconda divisione: 3

1903-1904, 1912-1913, 1950-1951
- Football League Third Division/Football League Second Division/League 1: 2

1970-1971, 1999-2000
- Campionato inglese di quarta divisione: 1

1995-1996
- Football League War Cup: 1

1940-1941

## Statistiche e record

### Partecipazione ai campionati
Alla stagione 2025-2026 il Preston North End ha partecipato alle seguenti edizioni dei campionati nazionali inglesi:
| Livello | Categoria                    | Partecipazioni | Debutto   | Ultima stagione | Totale |
| ------- | ---------------------------- | -------------- | --------- | --------------- | ------ |
| 1º      | First Division               | 46             | 1888-1889 | 1960-1961       | 46     |
| 2º      | Second Division              | 31             | 1901-1902 | 1980-1981       | 53     |
| 2º      | First Division               | 4              | 2000-2001 | 2003-2004       | 53     |
| 2º      | Football League Championship | 18             | 2004-2005 | 2025-2026       | 53     |
| 3º      | Third Division               | 14             | 1970-1971 | 1991-1992       | 23     |
| 3º      | Second Division              | 5              | 1992-1993 | 1999-2000       | 23     |
| 3º      | Football League One          | 4              | 2011-2012 | 2014-2015       | 23     |
| 4º      | Fourth Division              | 2              | 1985-1986 | 1986-1987       | 5      |
| 4º      | Third Division               | 3              | 1993-1994 | 1995-1996       | 5      |

## Tifoseria

### Gemellaggi e rivalità
La rivalità maggiormente sentita dai tifosi del Preston è quella nei confronti del Blackpool, con il quale viene tradizionalmente disputato il cosiddetto West Lancashire Derby. Ulteriori rivalità locali sono tradizionalmente sentite nei confronti di Burnley e Blackburn Rovers.

## Organico

### Rosa 2024-2025
Rosa e numerazione, tratte dal sito internet ufficiale della società, aggiornate al 23 ottobre 2024.
| N. |                             | Ruolo | Calciatore          |
| -- | --------------------------- | ----- | ------------------- |
| 4  | Inghilterra (bandiera)      | C     | Benjamin Whiteman   |
| 5  | Inghilterra (bandiera)      | D     | Jack Whatmough      |
| 6  | Scozia (bandiera)           | D     | Liam Lindsay        |
| 7  | Irlanda (bandiera)          | A     | Will Keane          |
| 8  | Irlanda del Nord (bandiera) | C     | Ali McCann          |
| 9  | Danimarca (bandiera)        | A     | Emil Riis           |
| 10 | Danimarca (bandiera)        | C     | Mads Frøkjær-Jensen |
| 11 | Irlanda (bandiera)          | A     | Robbie Brady        |
| 12 | Galles (bandiera)           | A     | Ched Evans          |
| 13 | Galles (bandiera)           | P     | David Cornell       |
| 14 | Inghilterra (bandiera)      | D     | Jordan Storey       |
| 16 | Galles (bandiera)           | D     | Andrew Hughes       |
| 17 | Inghilterra (bandiera)      | A     | Layton Stewart      |
| 18 | Inghilterra (bandiera)      | C     | Ryan Ledson         |
| 19 | Inghilterra (bandiera)      | A     | Daniel Jebbison     |

| N. |                        | Ruolo | Calciatore              |
| -- | ---------------------- | ----- | ----------------------- |
| 20 | Inghilterra (bandiera) | A     | Sam Greenwood           |
| 22 | Islanda (bandiera)     | C     | Stefán Teitur Þórðarson |
| 23 | Danimarca (bandiera)   | C     | Jeppe Okkels            |
| 25 | Stati Uniti (bandiera) | C     | Duane Holmes            |
| 26 | Germania (bandiera)    | D     | Patrick Bauer           |
| 28 | Montenegro (bandiera)  | A     | Milutin Osmajić         |
| 29 | Inghilterra (bandiera) | D     | Kaine Kesler-Hayden     |
| 30 | Inghilterra (bandiera) | C     | Kian Taylor             |
| 33 | Inghilterra (bandiera) | D     | Kian Best               |
| 34 | Inghilterra (bandiera) | C     | Kitt Nelson             |
| 36 | Irlanda (bandiera)     | D     | Josh Seary              |
| 40 | Inghilterra (bandiera) | C     | Josh Bowler             |
| 44 | Inghilterra (bandiera) | C     | Brad Potts              |
|    | Inghilterra (bandiera) | A     | Finlay Cross-Adair      |